# Христо Карамарков
Христо Карамарков (на гръцки: Χρήστος Καραμάρκος, Христос Карамаркос) е гъркомански революционер, деец на Гръцката въоръжена пропаганда в Македония от началото на XX век.

## Биография
Христо Карамарков е роден в кукушкото село Оризарци, тогава в Османската империя. Присъединява се към гръцката въоръжена пропаганда в Македония и действа с чета в района на Пеония, река Вардар и Енидже Вардар срещу чети на ВМОРО.